# Radical 113
El radical 113, representado por el carácter Han 示, es uno de los 214 radicales del diccionario de Kangxi. En mandarín estándar es llamado 示部, (shì　bù, «radical “mostrar”»); en japonés es llamado 示部, しぶ (shibu), y en coreano 시 (si). En los textos occidentales es llamado «radical “ancestro”» o «radical “veneración”».
El radical «ancestro» aparece en muchas ocasiones en el lado izquierdo de los caracteres que clasifica. En muchas de esas ocasiones adopta la forma variante 礻 (por ejemplo, en el carácter 祍). En algunas otras ocasiones aparece en la parte inferior (por ejemplo, en el carácter 禦). Los caracteres clasificados bajo el radical 112 suelen tener significados relacionados con la religión o la veneración. Como ejemplo de lo anterior están: 神, «dios»; 祖, «ancestro»; 祭, «sacrificio».

## Nombres populares
- Mandarín estándar: 示字旁, shì zì páng, «carácter “mostrar” en un lado»; 示字底, shì zì dǐ, «carácter “mostrar” en la parte inferior».
- Coreano: 보일시부, bo il si bu, «radical si-mostrar».
- Japonés:　示す（しめす）, shimesu, «mostar»; 示す偏（しめすへん）, shimesuhen, «“mostar” en el lado izquierdo del carácter»;[1] ネ偏（ネへん）, nehen, «carácter silábico ne (ネ) de katakana en el lado izquierdo del carácter» (por la similitud entre este carácter y la forma variante 礻).
- En occidente: radical «ancestro», radical «veneración».

## Galería
| Estilos antiguos                                 | Estilos antiguos                  | Estilos antiguos                        | Estilos antiguos                   | Estilos antiguos                   | Estilos empleados actualmente       | Estilos empleados actualmente  | Estilos empleados actualmente    | Estilos empleados actualmente   | Estilos empleados actualmente  |
|                                                  |                                   |                                         |                                    |                                    |                                     | 示                             | 示                               |                                 |                                |
| 甲骨文 jiǎgǔwén (escritura de huesos oraculares) | 金文 jīnwén (escritura de bronce) | 简帛 jiǎnbó (escritura de bambú y seda) | 篆文 zhuànwén (escritura de sello) | 篆文 zhuànwén (escritura de sello) | 隸書 lìshū (estilo de los escribas) | 楷書 kǎishū (estilo regular)   | 楷書 kǎishū (estilo regular)     | 行書 xǐngshū (estilo corriente) | 草書 cǎoshū (estilo de hierba) |
| 甲骨文 jiǎgǔwén (escritura de huesos oraculares) | 金文 jīnwén (escritura de bronce) | 简帛 jiǎnbó (escritura de bambú y seda) | 大篆 dàzhuàn (sello grande)        | 小篆 xiǎozhuàn (sello pequeño)     | 隸書 lìshū (estilo de los escribas) | 繁體／繁体 fántǐ (tradicional) | 简体／簡體 jiǎntǐ (simplificado) | 行書 xǐngshū (estilo corriente) | 草書 cǎoshū (estilo de hierba) |

## Caracteres con el radical 113

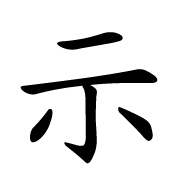

| trazos | carácter                                                       |
| ------ | -------------------------------------------------------------- |
| + 0    | 示 礻                                                          |
| + 1    | 礼                                                             |
| + 2    | 礽                                                             |
| + 3    | 社 礿 祀 祁 祂 祃                                              |
| + 4    | 祄 祅 祆 祇 祈 祉 祊 祋 祌 祍 祎                               |
| + 5    | 祏 祐 祑 祒 祓 祔 祕 祖 祗 祘 祙 祚 祛 祜 祝 神 祟 祠 祡 祢    |
| + 6    | 祣 祤 祥 祦 祧 票 祩 祪 祫 祬 祭 祮 祯                         |
| + 7    | 祰 祱 祲 祳 祴 祵 祶 祷 祸                                     |
| + 8    | 祹 祺 祻 祼 祽 祾 祿 禀 禁 禂 禃 禄                            |
| + 9    | 禅 禆 禇 禈 禉 禊 禋 禌 禍 禎 福 禐 禑 禒 禓 禔 禕 禖 禗 禘 禙 |
| +10    | 禚 禛 禜 禝 禞 禟 禠 禡 禢 禣                                  |
| +11    | 禤 禥 禦                                                       |
| +12    | 禧 禨 禩 禪 禫                                                 |
| +13    | 禬 禭 禮 禯                                                    |
| +14    | 禰 禱                                                          |
| +15    | 禲                                                             |
| +17    | 禳 禴                                                          |
| +18    | 禵                                                             |
| +19    | 禶 禷                                                          |